# Клидинг
Клидинг (нем. Kliding) — община в Германии, в земле Рейнланд-Пфальц. 
Входит в состав района Кохем-Целль. Подчиняется управлению Ульмен.  Население составляет 228 человек (на 31 декабря 2010 года). Занимает площадь 5,27 км².